# Дафе Захов
Дафе Захов е български революционер, деец на Вътрешната македоно-одринска революционна организация.

## Биография
Захов е роден в разложкото градче Мехомия, тогава в Османската империя, днес Разлог, България. Влиза във ВМОРО, посветен от Гоце Делчев. Заедно с Петър Каназирев и Никола Каназирев е сред първите членове на Разложкия околийски революционен комитет. Умира в 1906 година.